# Marcin Brzeziński
Marcin Mariusz Brzeziński (Varsovia, 6 de enero de 1984) es un deportista polaco que compitió en remo.
Ganó dos medallas en el Campeonato Mundial de Remo, en los años 2014 y 2019, y nueve medallas en el Campeonato Europeo de Remo entre los años 2008 y 2020.
Participó en cuatro Juegos Olímpicos de Verano, ocupando el quinto lugar en Pekín 2008 (ocho con timonel), el séptimo en Londres 2012 (ocho con timonel), el quinto en Río de Janeiro 2016 (ocho con timonel) y el séptimo en Tokio 2020 (cuatro sin timonel).

## Palmarés internacional
| Campeonato Mundial | Campeonato Mundial          | Campeonato Mundial | Campeonato Mundial |
| Año                | Lugar                       | Medalla            | Prueba             |
| ------------------ | --------------------------- | ------------------ | ------------------ |
| 2014               | Ámsterdam (Países Bajos)    | Medalla de bronce  | Ocho con timonel   |
| 2019               | Ottensheim (Austria)        | Medalla de oro     | Cuatro sin timonel |
| Campeonato Europeo |                             |                    |                    |
| Año                | Lugar                       | Medalla            | Prueba             |
| 2008               | Maratón (Grecia)            | Medalla de bronce  | Ocho con timonel   |
| 2009               | Brest (Bielorrusia)         | Medalla de oro     | Ocho con timonel   |
| 2010               | Montemor-o-Velho (Portugal) | Medalla de plata   | Ocho con timonel   |
| 2011               | Plovdiv (Bulgaria)          | Medalla de oro     | Ocho con timonel   |
| 2012               | Varese (Italia)             | Medalla de oro     | Ocho con timonel   |
| 2013               | Sevilla (España)            | Medalla de plata   | Ocho con timonel   |
| 2017               | Račice (República Checa)    | Medalla de plata   | Ocho con timonel   |
| 2019               | Lucerna (Suiza)             | Medalla de plata   | Cuatro sin timonel |
| 2020               | Poznań (Polonia)            | Medalla de bronce  | Cuatro sin timonel |